# 拉格蘭哈 (智利)

拉格蘭哈（西班牙語：La Granja），是智利的城鎮，位於該國中部聖地亞哥首都大區的聖地亞哥省，始建於1892年11月18日，面積10.1平方公里，海拔高度606米，2012年人口121,214人，人口密度每平方公里13,252人。
33°32′S 70°37′W / 33.533°S 70.617°W